# 雷洋事件
雷洋事件是2016年5月7日晚在中華人民共和國北京市昌平区发生的一起非正常死亡事件。昌平区公安分局东小口派出所便衣警察怀疑市民雷洋有嫖娼行为，在拘捕过程中雷洋逃脱后被再次拘捕，押解途中雷洋死亡。次日，该事件发布到网络，引起舆论广泛关注，并引发对警方执法的大规模质疑，媒体和警方在事件中前后矛盾的表述也引发了争议。
2016年12月23日，北京市丰台区人民检察院以“犯罪情节轻微，能够认罪悔罪”为由，对邢某某、孔某、周某、孙某某、张某某等五名涉案警务人员玩忽职守案依法作出不起诉决定。

## 背景

### 当事人

雷洋

雷洋（1987年5月2日－2016年5月7日）殁年29岁，是湖南省澧县人，中国共产党党员。中国人民大学环境学院2009级硕士研究生，毕业后在京工作，就职于国务院国有资产监督管理委员会下属的中国循环经济协会，生前职务是协会生态文明中心主任。雷洋和妻子居住于北京市昌平区，育有一女，事发的5月7日是他与妻子的结婚纪念日。
根據披露，雷洋生前在微信“朋友圈”中称自己不关心政治，不说“负能量”的话，引發討論。

### 嫖娼案件的处理
卖淫、嫖娼在中华人民共和国境内属非法行为但不构成犯罪。據《治安管理處罰法》第六十六条规定对卖淫、嫖娼人员处以五至十五日的拘留。

## 雷洋死亡前後
北京昌平警方在5月9日21时和11日1时分别发布两次通报。昌平警方在第一次通报中称，5月7日晚20时许接到群众举报（但在第二次通报中称之为相关线索），位于龙锦三街（有报道称属东小口镇，霍营街道原属东小口镇）的某家足疗店涉嫌卖淫，随后警方出警。行动人员共计有两名警员、四名辅警，由东小口派出所副所长邢永瑞负责带队。邢永瑞描述，他们“约晚8点40左右到达足疗店”。
根据雷洋妻子在17日的报案书中的描述，21时许雷洋离家前往北京首都机场接机。
昌平警方在接受央视新闻记者的采访时表明，雷洋当晚从家里出来先是自西向东随后自南向北，一路步行，于当晚21时04分左右，来到了事发足疗店附近；21时14分雷洋走出足疗店时被民警发现并盘问。21时14分，雷洋由正门离开足疗店时，被警方拘捕。拘捕过程中，雷洋反抗并逃跑。20分，警方再度控制雷洋。期间，雷洋声称遭遇“假警察”。110出警后，查明警员身份，雷洋再度被带上警车。
但雷洋妻子报案书中描述的是，“21时04分18秒雷洋来到龙锦三街，由东向西行走，21时16分50秒雷洋到达事发足浴店西侧约67米处”，与警方描述存在差异。
22时09分，雷洋被送至昌平区中西医结合医院抢救，已无生命体征。22时55分，医院宣布临床死亡。
5月8日凌晨1时，返回足疗店附近的警车离开。同时，昌平区东小口派出所通知雷洋家人，要求赶赴派出所。1时30分左右，雷洋家人抵达派出所，他们被告知，雷洋因心脏病突发死亡。
4时30分，亲属见到雷洋尸体。雷洋妻子在报案书中称，“家属在8日凌晨在中医院太平间、和13日在北京市公安局法医中心尸检前，都看到雷洋身上右额部被重击淤肿、阴部睾丸肿胀、右上臂、腰部、脸部都有严重伤痕”。其后，雷洋遗体由警方送入北京市公安局法医检验鉴定中心，等待尸检。

## 后续发展
5月9日晚，一名网友在知乎等平台发布了一篇文章，文中附有一份经雷洋家属认可，由雷洋多位同学们撰写的《关于人民大学雷洋同学意外身亡的情况说明》。说明根据当时家属所掌握的信息，描述了事情大致过程，并提出了一些对警方所公布消息的质疑。在该文章以及雷洋同学撰写的说明中，并没有明确否认雷洋涉嫖的可能性。之后事件在微博、微信朋友圈中广泛传播，文章以“人大研究生涉嫖身亡”为题进行传播。
5月11日下午央视新闻直播间对此事进行了报道，公布了对警方的采访视频。参与抓捕雷洋的昌平分局东小口派出所副所长邢永瑞对事件进行了回应。根据邢永瑞的陈述，雷洋在便衣警察亮明身份后进行了激烈的反抗，包括咬伤民警（与腾讯视频采访中事件围观群众的说法一致）和抢夺方向盘逼停押运车辆。期间警方没有使用任何武器或器械，全程徒手制服一直试图挣脱逃跑的嫌犯，过程中民警和嫌犯多次同时倒地。在围观群众拨打110报警，便衣身份得到确认，第二次逃跑失败后，雷洋在被送往派出所途中的异常安静引起了邢永瑞的注意，警方将雷洋送往就近医院进行检查。
同日部分据称为雷洋校友的网友发表了名为《中国人民大学88级部分校友就雷洋同学意外身亡的声明》的文章。
5月13日14时至14日凌晨，在北京市公安局法医鉴定中心对雷洋遗体进行尸检。雷洋家属委托中国人民公安大学教授张惠芹作为专家证人参与尸检。张惠芹在14日表示，将在20天左右得出结论。
5月17日，雷洋妻子吴文萃向北京市人民检察院提交了《关于要求北京市检察院立案侦查雷洋被害案的刑事报案书》。
5月19日，北京市公安局官方微博发微博称，北京市公安局对雷洋案高度重视，事发后立即责成昌平分局及时通报检察机关，并积极配合开展调查工作，相关人员接受调查。
6月30日，北京市人民检察院第四分院公布雷洋尸检鉴定结果，雷洋死因为胃内容物吸入呼吸道致窒息死亡。同时宣布对昌平公安分局东小口派出所副所长邢某某、辅警周某进行逮捕，两人在本案中起主要作用，且在案发后有妨碍侦查的行为。
12月23日。北京丰台检察院在回答记者提问时表示，检察机关通过独立的侦查行动等认定案发当晚雷某在涉案足疗店接受有偿性服务属实。

## 立案侦查
北京市人民检察院官方微博“北京检察”6月1日宣布，北京市昌平区人民检察院完成对“雷洋涉嫌嫖娼被民警采取强制约束措施后死亡”线索的初查工作，认为符合立案侦查条件。北京市人民检察院决定，将该案交由北京市人民检察院第四分院立案侦查。同日，北京市人民检察院第四分院依法决定对昌平区公安分局东小口派出所民警邢某某等五人进行立案侦查，按程序通知家属，北京市有关检察机关控告申诉检察部门还向雷洋家属吴某某通报了检察机关办理案件情况。
北京市公安局官方微博随后发布消息表示，北京警方将继续配合检察机关依法开展侦查工作。
2016年12月23日，北京市丰台区人民检察院以“犯罪情节轻微，能够认罪悔罪”为由，对邢某某、孔某、周某、孙某某、张某某等五名涉案警务人员玩忽职守案依法作出不起诉决定。12月29日，北京市公安局、中共昌平区纪委依纪依规，给予邢永瑞开除党籍、开除公职处分；给予孔磊行政撤职处分，调离执法岗位；对雷洋案中涉案的1名辅警及2名保安员，按照辅警、保安人员相关管理规定予以解除劳动合同。给予昌平区东小口派出所所长周帅民党内严重警告、行政记大过处分，同时予以免职；给予治安支队治安行动中队副中队长王玉国党内严重警告、行政降级处分，同时予以免职；给予治安支队治安行动中队中队长周明辉行政记大过处分；给予治安支队副支队长杨晓颖行政记过处分；给予治安中队支队长马朝晖行政警告处分；对昌平分局副分局长王宏予以行政告诫。依照处分权限，党纪处分由中共昌平区纪委作出，政纪处分及组织处理由北京市公安局作出。

## 不起诉后续事件
中国公安部门执法连续出现恶性事件，在全国引发批评甚至愤怒。可能是鉴于此，中共总书记习近平在中央全面深化改革工作小组会议上罕见要求中国公安部门解决执法突出问题。 在雷洋案曝光后不久的5月20日，习近平主持召开中共中央全面深化改革领导小组第二十四次会议，通过了《关于深化公安执法规范化建设的意见》等一系列制度性文件。时事评论员唐靖远接受国际媒体采访时称，雷洋案中大陆官方媒体一反常态大幅报导，党媒甚至还主动质疑昌平警方的执法尺度，这就可显示出背后有高层参与的迹象。因此，习近平在深改组会议中讨论公安执法规范化的问题，明显有借力雷洋案来推进对政法、公安系统整顿的意味。
但是据美国之音报道，对警务人员不起诉的决定来自于中共高层的授意，而对此抗议的人大校友和死者家属都受到了当局的“威逼利诱”（死者家属得到了1200万元的封口费），不得不妥协。北京市公安局局长王小洪接着在北京展开大规模扫黄行动。根据博讯网的意见认为，这是以转移围观群众的注意力和减轻舆论压力；同时也暗示雷洋存在嫖妓行为，制造出“北京色情业泛滥才导致发生雷洋事件”的印象。

## 争议

### 案件相关争执

#### 对執法動機的质疑
事后警方解释称时值北京警方正在进行“2016春夏平安行动”，因此会有异地调警行为，由东小口派出所对霍营街道的某家足疗店进行查处。但是“2016春夏平安行动”时间跨度从4月20日起至8月底，专项性并不强。警方在第一次通报中称接到群众举报，在第二次通报中称是有相关信息来源，均为被动接警，并非主动的专项打击行动。

#### 未携带執法記錄儀
5月11日，北京昌平分局东小口派出所副所长邢永瑞接受《人民日报》记者采访时称，当时是便衣出警，未佩戴执法记录仪。但根据《财经》记者的调查，早在2012年底，北京市公安局就为一线执法单位和民警配齐了具备摄录功能的现场执法记录设备，同时制定了《现场执法记录工作管理规定（试行）》，明确要求，巡逻盘查、调查取证、治安检查、交通管理、消防检查等所有的现场执法行为都要应用“规范执法通”等现场记录设备进行全程录音录像，对所有执法细节都要依照规定程序和要求记录在案，并在24小时内严格备份归档，不得随意删除，以备检查。

#### 关键位置监控设备损坏
根据财新记者的现场探访，龙锦苑东五区小区门对面有两个摄像头，可以清晰看到事发地。而事发地足疗店附近的“我爱我家”员工对记者说，该探头是360度，而刚刚有修探头的人来过，该摄像头损坏，“那几天的视频没了”。
而雷洋岳父对财新记者称，5月9日下午，雷洋的同学曾去天鑫家园物业申请查看监控视频，物业跟他们说监控录像坏了，“而5月9日上午刑侦部门曾去找过物业”。

#### 涉事警方未回避
与本案有关的昌平警方在雷洋死后仍然参与案件的侦察与处理，本案的关键证人“足疗女”和其他被拘捕人员仍在昌平警方控制之下。涉事警方未回避案件的侦察处理，因此足疗女证言存在取证问题。

### 對相关事实的争议

#### 雷洋是否涉嫌嫖娼
警方在雷洋死后两度通报以及电视台报道中给出的结论是雷洋嫖娼了。目前对大众公布的证据有警方在央视采访中申明的“对案件现场搜到的避孕套进行的DNA检验”，以及足疗女在北京电视台报道中所说的“我帮他打飞机了”。
从央视报道中周边监控摄像头中雷洋当晚的行踪可以知道，雷洋21:00:34出现在家门口附近的1号摄像头，21:04:18出现在涉事足疗店以东的3号摄像头，21:16:50出现在足疗店以西的4号摄像头，根据各个地点之间的距离以及雷洋的行走速度判断如果雷洋在该足疗店嫖娼了的话那他从进店到出店之间的时间不足10分钟。根据之前公布的采访视频中足疗女的陈述，雷洋对足疗店提供的性服务暗语十分熟悉，因此整个交易过程只有几分钟，这与监控视频所显示的时间相符。亦有评论认为，停留时间不足10分钟，削弱了雷洋的嫖娼嫌疑。

#### 雷洋是否遭到电击
网络流传雷洋在执法过程中遭到电击，并附有影片。后雷洋家属通过代理律师发表了三点声明，否定了该说法：
一、根据向家属的核实，雷洋并未参与常州外语学校土地污染案的调查，网上有关事件起因的猜测不实；二、雷妻此前说不在意丈夫是否嫖娼，并非认为丈夫真有嫖娼事实，而是指明此案关注重点不容掩盖，着重追究雷洋死因；三、网上流传的所谓电击雷洋的视频，雷妻已经审看，从服装上看被击人不是雷洋。

#### 与常州外国语学校环境污染事件的关系
在网络多处流传雷洋曾参与调查常州外国语学校环境污染事件，但雷洋家属通过代理律师发表声明否定了这一点。

## 言论管制
- 腾讯新闻“焦点·现场”栏目于5月11日上午于网上发布了一则题为《雷洋涉嫖身亡事件：目击者拍摄执法现场曝光》的视频，时长4分多钟，其中有目击者拍摄的雷洋被抓时求助的画面，还有腾讯记者采访现场目击者的内容。发布后浏览量很快突破2,000万，还有1,000多条跟贴。然而几小时后，腾讯将原始链接下的视频替换成内容仅有12秒、画面模糊且无任何讲解的现场视频。之后不久内容再次被替换，变为北京电视台报道该事件的片段，标题也改成了《“雷洋案”足疗女露面受访》，视频中一名女子身穿看守所的衣服在摄像机前接受采访，称雷洋前去足疗时接受了“打飞机”服务，且该视频评论已被清零。[35]
- 5月17日，中国的财新网报道，17日上午雷洋家属及代理律师向北京市检察院递交了报案书，认为参与办理雷洋“涉嫖”案的警察涉嫌“故意伤害（致人死亡）罪、滥用职权罪和帮助伪造证据罪”三项罪名，要求检察机关立案侦查。财新网原文被各大媒体转载后，又都遭删除。[36]
- 5月19日，北京市公安局在官方微博“@平安北京”上发表雷洋案情况通报，大量评论被删除，评论时会被提示“延时”，且该微博转发内容遭到隐藏。[37]

### 僱用網絡水軍
有人进行调查后称，5月9日晚，昌平警方發布第一份通報後，微博出現大量口徑相似的、表示相信警方或攻擊雷洋的博文，而發佈者名稱相似、個人資料填寫的地區相同、工作地點相同、畢業學校相同、頭像相似。这些用户来自一家名为“理想办公”的水军公司。

### 代理律师遭到禁言
5月19日，雷洋家人的代理律师陈有西的新浪微博账号遭到了限制处理，先后被禁止转发、屏蔽回复和限制发帖。陈有西在新浪微博中先后表示不要屏蔽自己的微博，自己选择公开的信息都是经研究可以公开的信息，屏蔽后只会导致社会进一步猜测和不满。但随后这些微博全部被删除。

## 評論
雷洋之死的报道在互联网上迅速扩散，并激起了中国社会各界的广泛讨论。 北京外国语大学展江教授称该事件突出的广泛的对于权力滥用的不满，正是中国中产阶级群体对自身人身安全的担忧的表现。北京新闻网报道称这些由中国人民大学1988年毕业生撰写的请愿书表明了對於保障人身安全的訴求。请愿书名为《我们必须发声 — 中国人民大学1988年毕业生的一些校友对同为校友的雷洋的逝世的申明》，5月12日请愿书出现在百度网站上，但随着时间推移，已被删除。前调查记者李建军（音）质疑昌平警方官微的申明：申明没有表述在妓院抓捕雷洋的过程，也没有说明雷洋有没有时间去见妓女。
2016年5月13日，昌平警方领导在中国中央电视台的画面中查看了该事件中的客厅，并依据有关法律、法规检查了客厅。警方称，在现场发现了雷洋的DNA还有避孕套。客厅中有一位工作人员表示自己为雷洋表演了一段性行为获得了200元人民币。5月14日，北京当局承诺将雷洋尸体交给独立检验机构检验后给出答复，以及修复录制的视频信息。另据昌平区人民检察院根据雷洋的家人意愿，委托北京明正司法鉴定中心进行尸检鉴定，雷洋家属及其委托的专家辅助人在场，检察院派员现场监督。雷洋家属委任了五名律师作为雷洋案件的代理律师。被检察院立案侦查的5人（其中3名为辅警）委托了6名代理律师；其中两名律师钱列阳、公孙雪于6月25日向北京市检察院第四分院递交了一份《法律意见书》，建议更换鉴定机构。新华社援引中国检方称检方正在采访雷洋的家人、目击者、警方以及涉及到这次事件的人。
雷洋事件发生后，许多网民将其与孙志刚事件进行对比，不少评论家认为，“不可能再有一个‘孙志刚’”，因为当年终结“收容遣送制度”的社会力量——“调查报道”、“网络动员”和“法制维权”——近些年来已经在当局打压下消失殆尽。
原中共中央党校教授蔡霞表示事件的發生，令其由政治失望轉為絶望。她称該事件是「動用國家資源，千方百計隱瞞真相」，批評公安部門在雷洋身亡後，為推脫責任而偽造證據。

## 备注
1. ↑  《中华人民共和国治安管理处罚法》第六十六条　卖淫、嫖娼的，处十日以上十五日以下拘留，可以并处五千元以下罚款；情节较轻的，处五日以下拘留或者五百元以下罚款。在公共场所拉客招嫖的，处五日以下拘留或者五百元以下罚款。